# Damir Šolman
Damir Šolman (Zagreb, 7 september 1948 – 2 mei 2023) was een Kroatisch basketballer.

## Carrière
Šolman speelde in de jeugd van HAKK Mladost waar hij doorgroeide naar de eerste ploeg. Hij vertrok in 1968 naar KK Jugoplastika waarmee hij tweemaal Joegoslavisch landskampioen werd en drie keer de beker won. Hij won ook twee Korać Cups met de club. Daarna speelde hij nog voor het Italiaanse Pallacanestro Vigevano en terug in Kroatië een periode bij KK Jugoplastika.

## Nationale ploeg
Šolman nam met het nationale basketbalteam van Joegoslavië deel aan de Olympische Zomerspelen van 1968, de Olympische Zomerspelen van 1972 en de Olympische Zomerspelen van 1976 (waar hij aanvoerder van het team was). Met het Joegoslavische nationale team speelde hij in 226 interlands en scoorde hij 1.785 punten.

## Erelijst
- 2x Joegoslavisch landskampioen: 1971, 1977
- 3x Joegoslavisch bekerwinnaar: 1972, 1974, 1977
- 2x Korać Cup: 1976, 1977
- Olympische Spelen: 2x
- Wereldkampioenschap: 1x , 1x
- Europees kampioenschap: 2x , 1x
- Middellandse Zeespelen: 2x